# Nemoraea mendax
Nemoraea mendax là một loài ruồi trong họ Tachinidae.